# Alexandr Skreabin
Aleksandr Skreabin (n. 25 decembrie 1871/6 ianuarie 1872, Moscova, Imperiul Rus – d. 14/27 aprilie 1915, Moscova, Imperiul Rus) a fost un compozitor și pianist rus. A fost influențat de muzica lui Chopin. Poate fi considerat un compozitor simbolist. A influențat muzica lui Serghei Prokofiev și Igor Stravinski. Asocia fiecărei note o culoare. Mai târziu, în cariera sa muzicală, independent de Arnold Schönberg, Skreabin a dezvoltat un substanțial sistem muzical atonal cu armonii mult mai disonante, care se acordă cu marca sa personală de misticism.  
Skreabin a fost influențat de sinestezie, iar sunetele și culorile sunt asociate cu diverse armonice. El este considerat de unii a fi principalul compozitor simbolist rus. Lev Tolstoi a descris muzica lui Skreabin ca o expresie sinceră de geniu. Skreabin avut un impact major asupra muzicii de-a lungul timpului și a influențat compozitori precum Igor Stravinski și Serghei Prokofiev. Cele zece sonate pentru pian, publicate de-a lungul vieții, au furnizat mai multă contribuție consistentă genului, neglijat încă din timpul lui Beethoven.
A studiat pianul la o vârstă fragedă, luând lecții de la Nikolai Zverev, apoi a început să studieze pianul temeinic la o vârsta relativ târzie de 10 ani, dar la 14 ani compunea deja asiduu, iar doi ani mai târziu a intrat la Conservatorul din Moscova. Skreabin a studiat la Conservatorul din Moscova cu Anton Arensky, Serghei Taneyev și Vasili Safonov. El a devenit un pianist reputat, în ciuda mâinilor mici, care  puteau sa cuprindă abia o nonă.
Modelele sale timpurii au fost Chopin și Liszt, dar a început rapid să evite orice influențe pentru a-și dezvolta propriul limbaj muzical. A dorit să creeze sonorități care să stimuleze toate simțurile, prin alăturarea muzicii, cuvintelor, culorilor, aromelor și simțului tactil, creând o sinestezie a artelor. Skreabin fost de asemenea interesat de misticism, crezând, pe modelul grecilor antici, că muzica poate transforma sufletul uman.
În august 1897, tânărul pianist Skreabin s-a căsătorit cu Vera Ivanovna Isakovich, iar apoi a întreprins turnee în Rusia și în străinătate, culminând cu un succes în anul 1898 într-un concert la Paris. În acel an el a devenit profesor la Conservatorul din Moscova și a început să i se creeze reputația de bun compozitor. În această perioadă el a compus ciclul de études Op. 8, mai multe seturi de preludii, primele trei sonate pentru pian și un concert de pian, printre multe alte lucrări pentru pian.
Prin iarna anului 1904, Skreabin și soția lui s-au mutat în Elveția, unde a început să lucreze la compunerea Simfoniei a treia. Cu asistența financiară a unui sponsor bogat, el a petrecut mai mulți ani călătorind în Elveția, Italia, Franța, Belgia și Statele Unite, timp în care a lucrat la mai multe piese orchestrale, inclusiv mai multe simfonii. În 1907 s-a stabilit la Paris cu familia sa și a fost implicat într-o serie de concerte organizate de către impresarul Serghei Diaghilev care a fost un promotor activ al muzicii ruse în Occident la momentul respectiv. În 1909, s-a întors în Rusia definitiv, unde a continuat sa compună, lucrând la proiecte din ce în ce mai grandioase. În 1915, la vârsta de 43 de ani, a murit la Moscova de septicemie.
Dezvoltarea stilului lui Skreabin poate fi urmărită în cele zece sonate pentru pian ale sale. Astfel primele sunt compuse într-un stil destul de convențional - romantic, un mod ce dezvăluie influența lui Chopin și, uneori Franz Liszt, dar sonatele cele mai târzii sunt foarte diferite, ultimele cinci fiind scrise chiar fără o cheie anume. Multe pasaje din ele pot fi socotite atonale, deși intre 1903 și 1908 o unitate de tonalitate a fost aproape imperceptibil înlocuită de unitatea armonică.